# Annemarie Marks-Rocke
Annemarie Marks-Rocke (* 7. Dezember 1901 in Mannheim; † 9. August 2004 in Hamburg-Eppendorf) war eine deutsche Schauspielerin, Hörspielsprecherin und Schauspiellehrerin.

## Leben
Annemarie Marks-Rocke gründete zusammen mit ihrem Ehemann, dem Schauspieler Eduard Marks, eine private Schauspielschule, die bei der Gründung der staatlichen Schule für Musik und Theater in Hamburg 1940 den Kern der Schauspielabteilung bilden sollte. 1950 wurde diese Einrichtung zur Hochschule für Musik und Theater. Über 30 Jahre übte Annemarie Marks-Rocke an diesen Einrichtungen als Professorin die Tätigkeit einer Schauspiellehrerin aus. Zu ihren prominenten Schülern gehören Ingrid Andree, Margit Carstensen, Kirsten Dene, Peter Heinrich Brix, Peter Striebeck oder Isabella Vértes-Schütter, die Intendantin des Ernst Deutsch Theaters Hamburg.

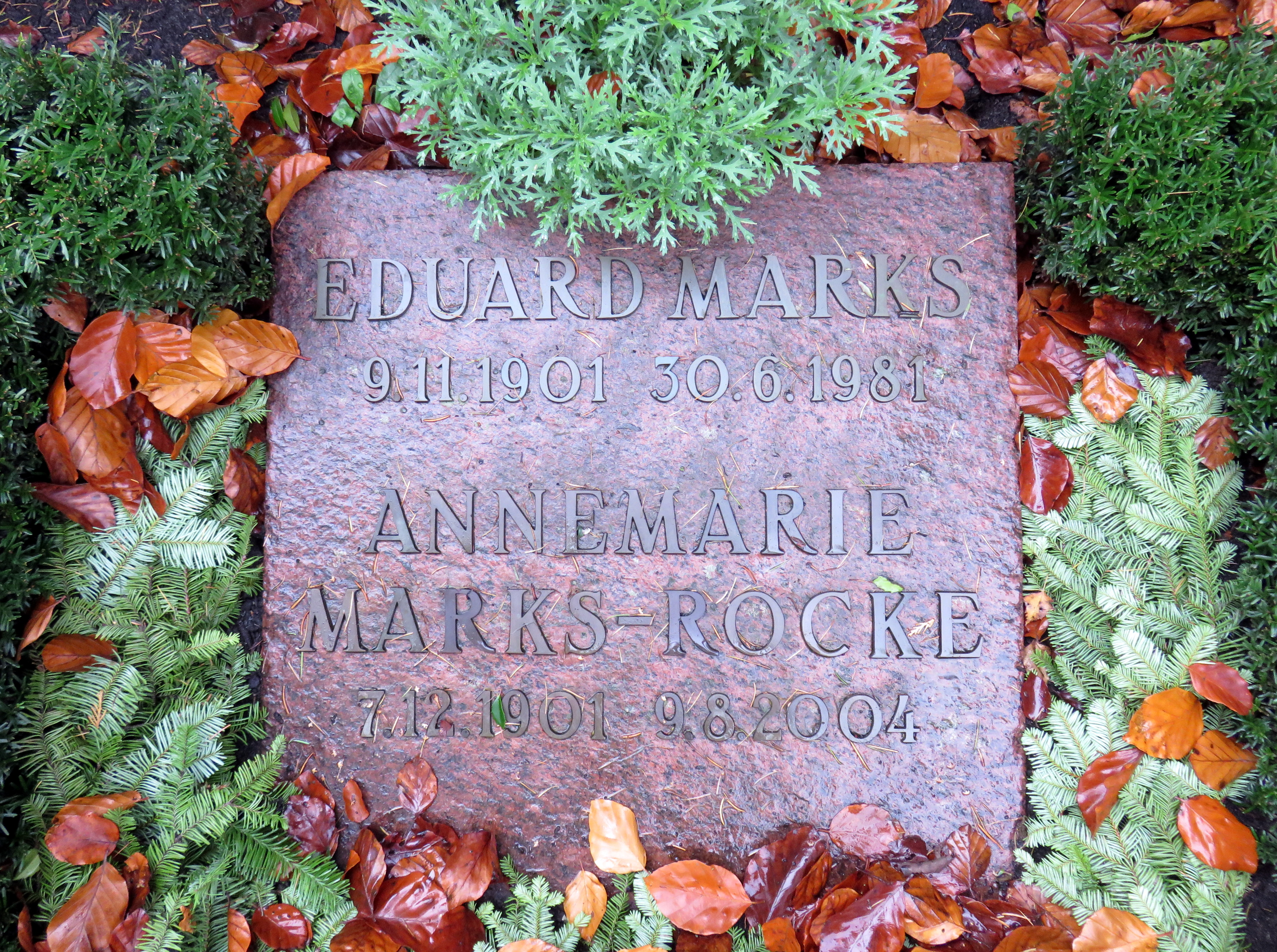
Kissenstein für Annemarie Marks-Rocke auf dem Ohlsdorfer Friedhof

In Film und Fernsehen war Annemarie Marks-Rocke hingegen nur selten zu sehen, so als Mutter Benno Hoffmanns in der ARD-Glücksspirale und der daraus entstandenen Fernsehserie Trautes Heim. Daneben lieh sie ihre Stimme zahlreichen Hörspielen. Im Alter von 96 Jahren übernahm sie noch eine Sprechrolle für die Hörspielserie Die drei ??? in der Folge „Poltergeist“ (als Mrs. Madigan, Kellys Tante).
Für ihre Verdienste um das Kulturleben wurde ihr 1996 anlässlich ihres 95. Geburtstages von der Freien und Hansestadt Hamburg die Biermann-Ratjen-Medaille verliehen.
Sie verstarb am 9. August 2004 in Hamburg-Eppendorf im Alter von 102 Jahren. Annemarie Marks-Rocke wurde, wie ihr Ehemann Eduard, auf dem Hamburger Friedhof Ohlsdorf beigesetzt. Das Grab der Eheleute befindet sich im Bereich der Kapelle 4 im Planquadrat H10, Grab 270.

## Filmografie
- 1965: Der zerbrochene Krug (nach Heinrich von Kleist) – Regie: Detlof Krüger
- 1966: Briefe nach Luzern – Regie: Jürgen Goslar
- 1968: Vier Stunden von Elbe 1
- 1974: Nebel – Regie: Korbinian Köberle
- 1975: Hoftheater (Fernsehserie, Folge: Gastspiel auf Engagement)
- 1990: Trautes Heim (Fernsehfünfteiler) – Regie: Korbinian Köberle
- 1990: Der Landarzt (Fernsehserie, Folge Post aus Kanada)
- 1994: Ärzte (Fernsehserie, Folge Dr. Vogt – Freundschaften)
- 1994: Unsere Hagenbecks (Fernsehserie, Folge Die Rettung der Teddybären)
- 1995: Großstadtrevier (Fernsehserie, Folge Des Sängers Hund)
- 1996: Neues vom Süderhof (Fernsehserie, Folge Vorhang auf für Molle)
- 1997: Flitze Feuerzahn (Zeichentrickserie, Stimme)
- 1997: 4 Geschichten über 5 Tote – Regie: Lars Büchel
- 1998: Alphateam – Die Lebensretter im OP (Fernsehserie, Folge Falscher verdacht)

## Hörspiele
- 1956: Am grünen Strand der Spree (von und mit Hans Scholz) – Regie: Gert Westphal
- 1958: Zwei junge Mädchen – Regie: Gert Westphal
- 1958: Ein Wiedersehen in Brüssel – Regie: Gert Westphal
- 1958: Ein Geschenk der Vergangenheit (Das alte Klavier) – Regie: Gert Westphal
- 1968: Erste Hilfe – Regie: Otto Düben
- 1968: Grouselettchen – Regie: Wolfram Rosemann
- 1969: Die Fünf-Uhr-Marquise – Regie: Otto Düben
- 1969: Unkraut – Regie: Wolfram Rosemann
- 1970: Anruf aus London – Regie: Otto Düben
- 1970: 2000 Bäume – Regie: Otto Düben
- 1971: Haben Sie eine Katze, Herr Kommissar? – Regie: Manfred Brückner
- 1972: Haus-Programm – Mitautor und Regie: Günter Guben
- 1977: Rentenheirat – Regie: Hans Gerd Krogmann
- 1977: Die Einstellung, in der mich Leonardo küßt – Regie: Günter Guben
- 1978: Sprechstörungen – Regie: Hans Gerd Krogmann
- 1981: Kleists Penthesilea – Regie: Günter Bommert
- 1981: Eine Million für die Katz? – Regie: Hans-Jürgen Ott
- 1983: Glücklich ist, wer vergisst – Regie: Otto Düben
- 1983: Zaunkönige – Regie: Bernd Lau
- 1983: Hausverkauf – Regie: Oswald Döpke
- 1986: Die Mutter und der Kommissar – Regie: Hans-Jürgen Ott
- 1986: Die Kunst den Schein zu wahren – Autor und Regie: Daniele Dell’Agli
- 1987: High Sierra – Regie: Bernd Lau
- 1987: Die Geschichte vom Zwerg Virgilius – Mitautorin und Regie: Charlotte Niemann
- 1987: Imago-Rekonstruktion eines Verlustes – Regie: Günter Bommert
- 1988: Tempi passati – Regie: Günter Bommert
- 1989: Geschäft ist Geschäft – Regie: Otto Düben
- 1990: Luba – Regie: Jörg Jannings
- 1990: Patricia Highsmith: Der Geschichtenerzähler (Grace Lilybanks) – Regie: Hans Dieter Schwarze
- 1990: Annetje Lie in der Tiefe der Nacht – Regie: Charlotte Niemann
- 1991: Alle meine Tantchen – Regie: Hans Rosenhauer
- 1991: Der Junge und der Schwan – Autor und Regie: Charlotte Niemann
- 1991: Zukunftsgespräch – Regie: Gottfried von Einem
- 1991: Alle Lieder lassen sich nicht singen – Regie: Gottfried von Einem
- 1992: Kriegsfrisur – Regie: Hans Gerd Krogmann
- 1992: Olé, o weh, Olympia: Ein gemütlicher Abend – Regie: Detlev Ihnken
- 1992: Das Beefsteak – Regie: Otto Düben
- 1993: Mord auf der Klappe – Regie: Corinne Frottier
- 1994: Tintenfisch und Rolli – Regie: Hans Helge Ott
- 1994: Stimmungsstück / Impromptu für Radio – Regie: Otto Düben
- 1995: George Bernard Shaw: Des Doktors Dilemma – Regie: Otto Düben
- 1996: Die Alte und der Richter – Regie: Hans Helge Ott
- 1998: Nebensache und Das Mädchen, das so flüssig war, daß es nur in einem Glas herumlaufen konnte – Regie: Burkhard Schmid